# Chapelle Notre-Dame de Sart-Messire-Guillaume
La chapelle Notre-Dame de Sart-Messire-Guillaume est un ancien édifice religieux de style gothique tardif située à Sart-Messire-Guillaume, village de la commune belge de Court-Saint-Étienne, en Brabant wallon.
Classés au patrimoine de la Région wallonne en 1975, le site et la parcelle boisée furent restaurés en 1986. Appelée depuis chapelle des Arts, la chapelle fonctionne comme espace culturel.

## Localisation
La chapelle castrale se dresse sur une butte plantée de pins, en face de la grosse ferme de Sart-Messire-Guillaume,, à l'extrémité de la rue de la Chapelle, à 500 m au nord-est de l'église paroissiale Saint-Antoine, de style néo-roman.

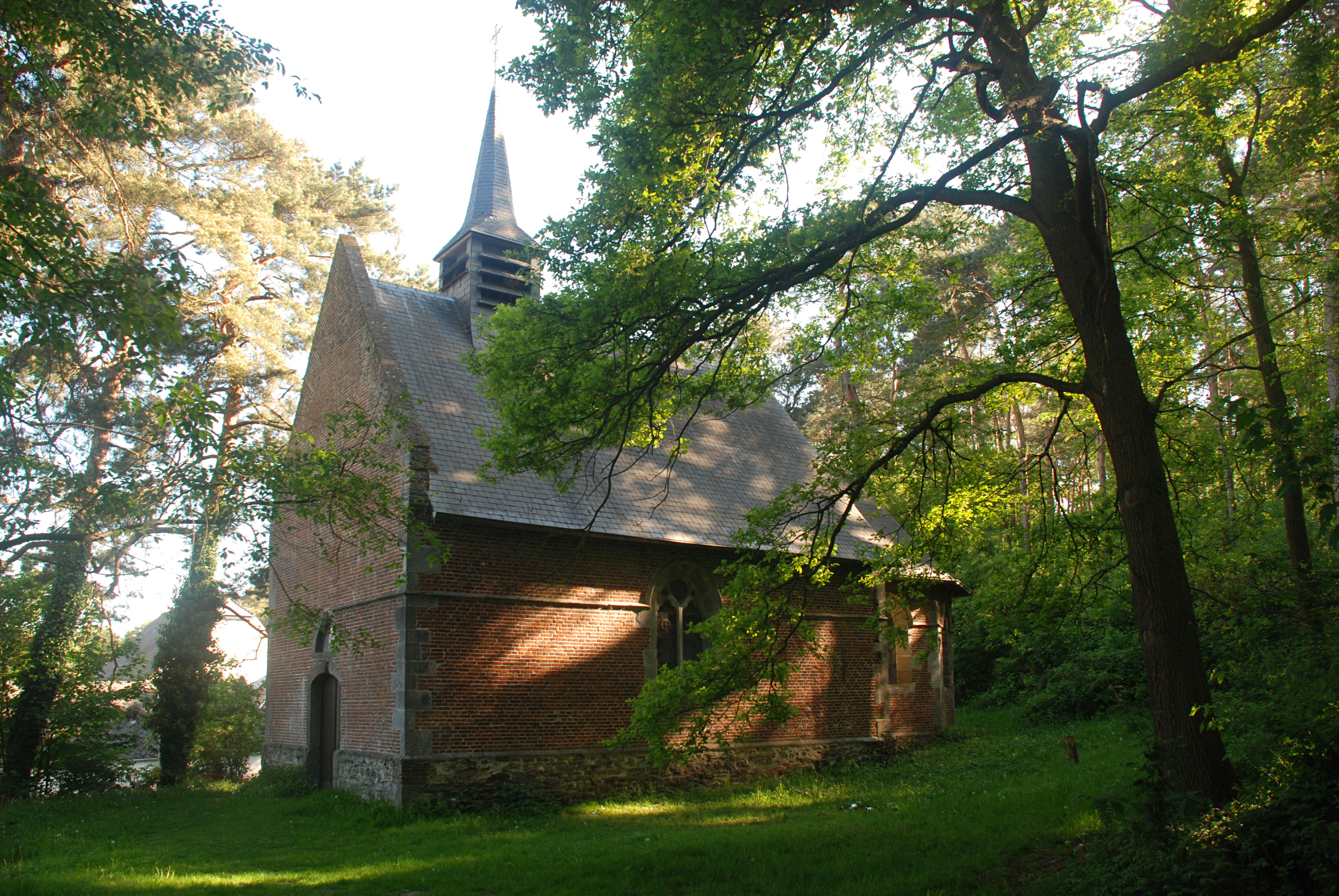

## Historique
Cette chapelle d'origine castrale, qui succéda à un oratoire où l'on vénérait saint Antoine dont la statue se trouve aujourd'hui dans l'église paroissiale, aurait été bâtie vers 1590 par le seigneur de Sart.
La chapelle et ses abords font l'objet d'un classement au titre des monuments historiques depuis le 16 octobre 1975.
La chapelle, qui n'avait plus de toiture, a été restaurée en 1986 par le comte Boël.

## Architecture

### Structure et maçonnerie
La chapelle est un petit édifice à nef unique et à chevet polygonal, couvert d'ardoises et édifié en briques rouges sur un soubassement en schiste de Villers-la-Ville,.
La pierre bleue de Feluy-Arquennes est employée pour les chaînages d'angle, l'encadrement des fenêtres et le cordon de pierre qui court sur les façades et le chevet, tandis que le schiste est utilisé pour le portail occidental.

### Architecture extérieure

#### La nef

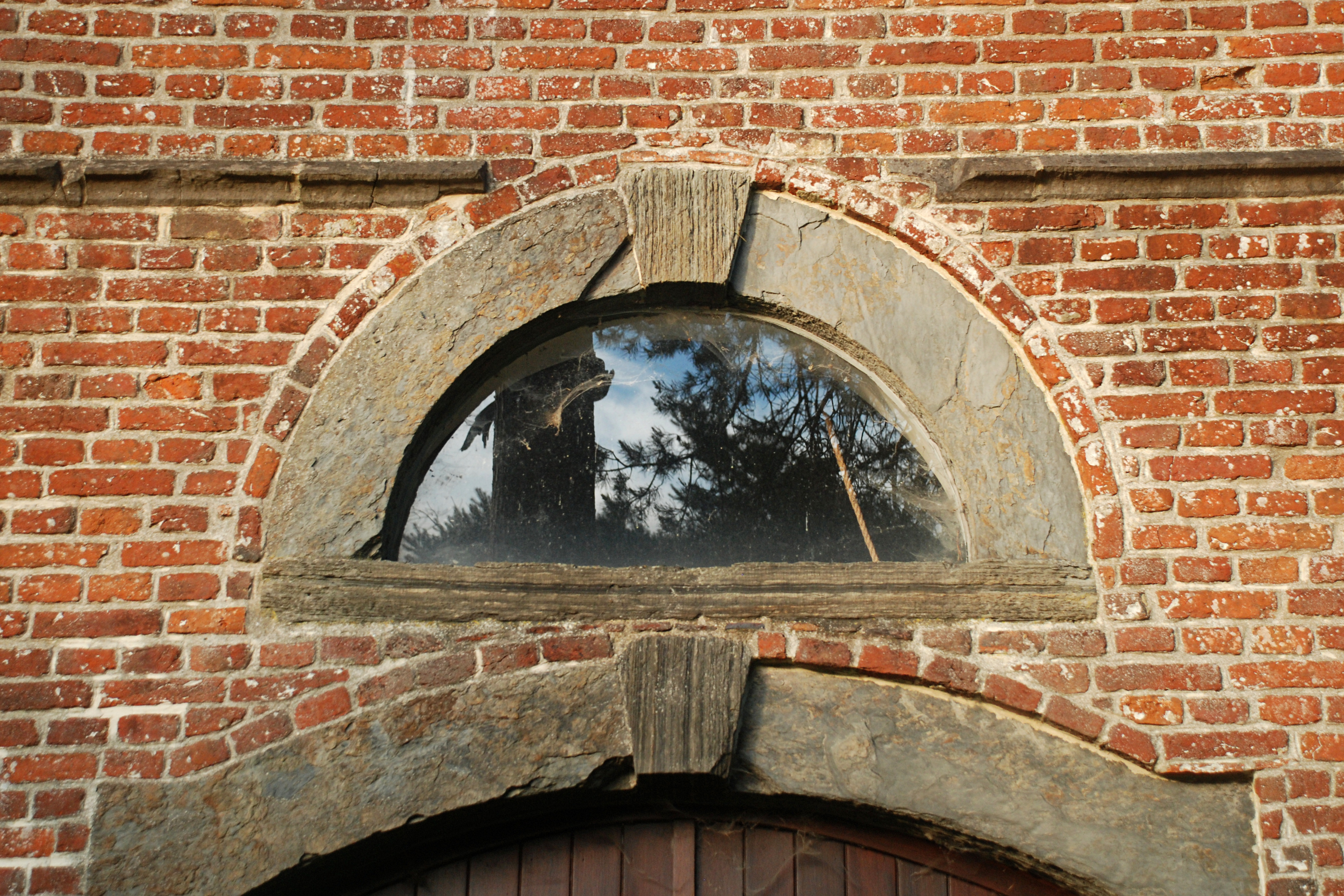
La baie du portail.

La façade est percée d'un portail de style classique datant du dernier tiers du XVIIIe siècle dont les piédroits sont formés de blocs de schiste au clivage très marqué supportant un linteau bombé à clé. Le portail est surmonté d'une petite baie semi-circulaire à encadrement de schiste et clé. Cette baie semble inclinée et coupe le cordon de pierre qui divise la façade en deux registres. Au-dessus du cordon de pierre, la façade occidentale se termine par un pignon à épis.
Les murs latéraux de la nef sont percés chacun d'une fenêtre ogivale à remplage et piédroits harpés réalisés en pierre bleue, contournées par le cordon de pierre qui court sur tout le pourtour de la chapelle. Le mur occidental, divisé en deux registres inégaux par un cordon de pierre, est cantonné par de puissants chaînages d'angle composés de blocs de pierre bleue. 
La nef est surmontée d'un clocheton percé sur chaque face de baies campanaires à abat-sons et sommé d'une flèche octogonale couverte d'ardoises.

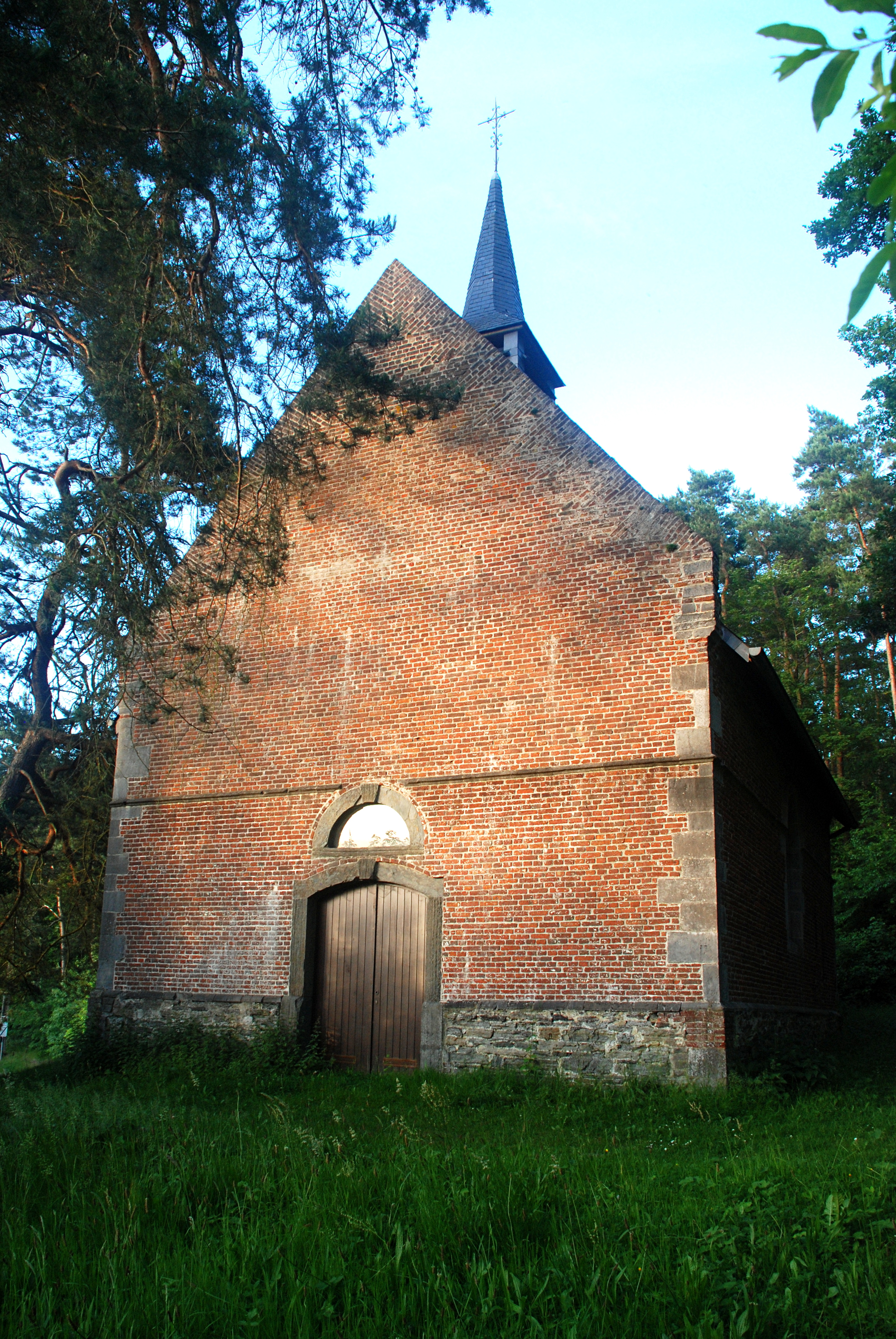
La façade.
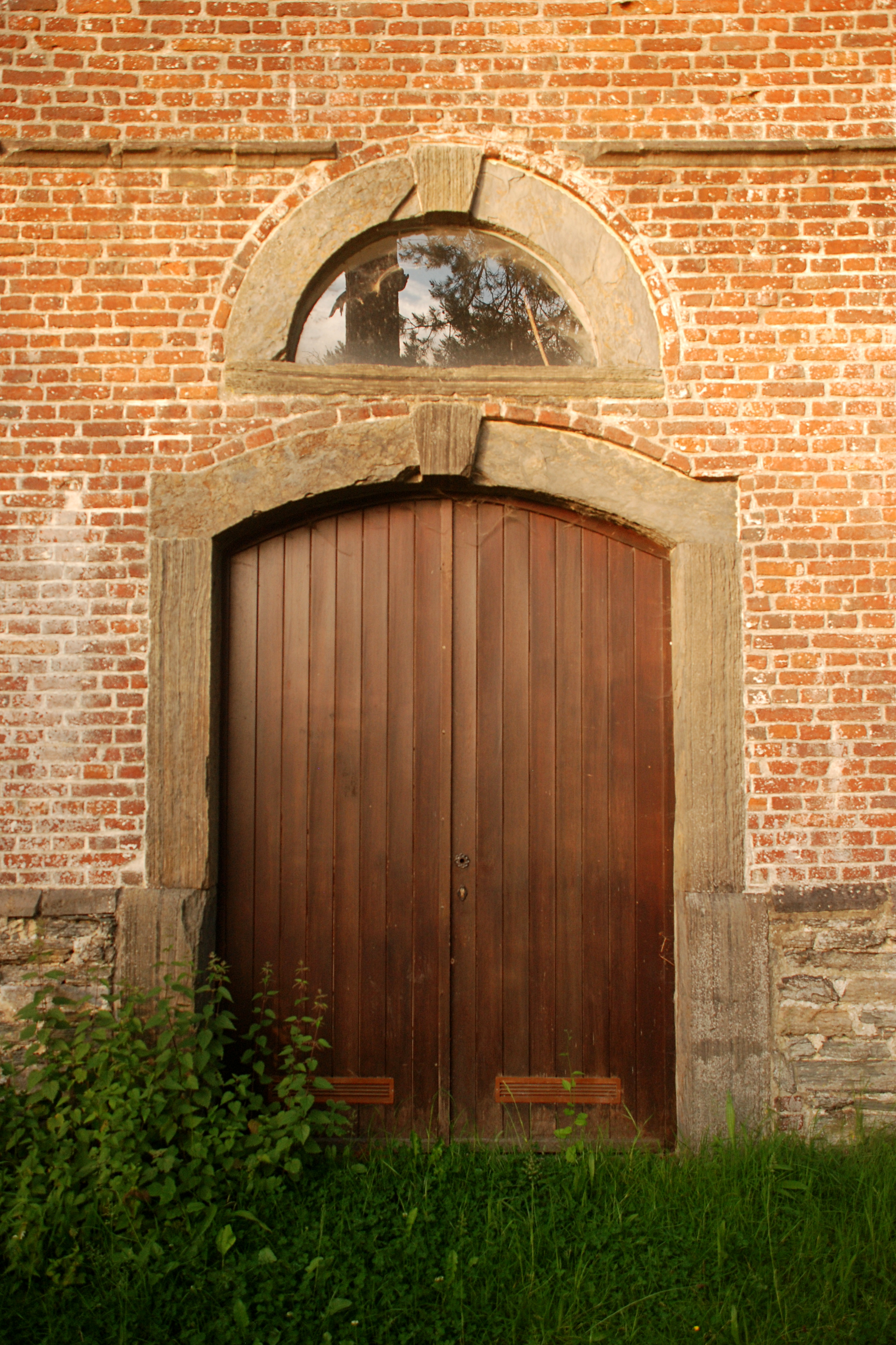
Le portail.
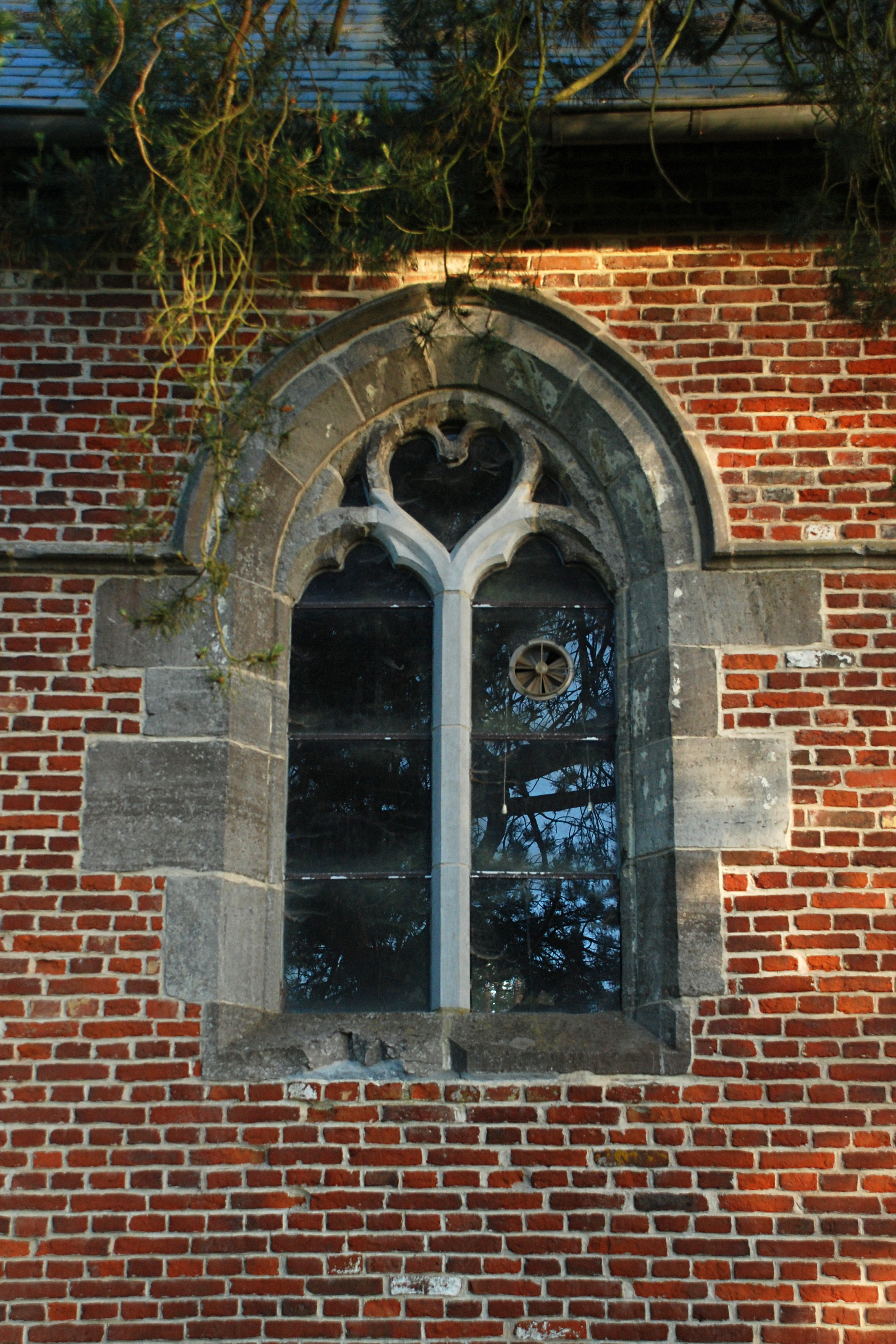
Fenêtre de la nef.
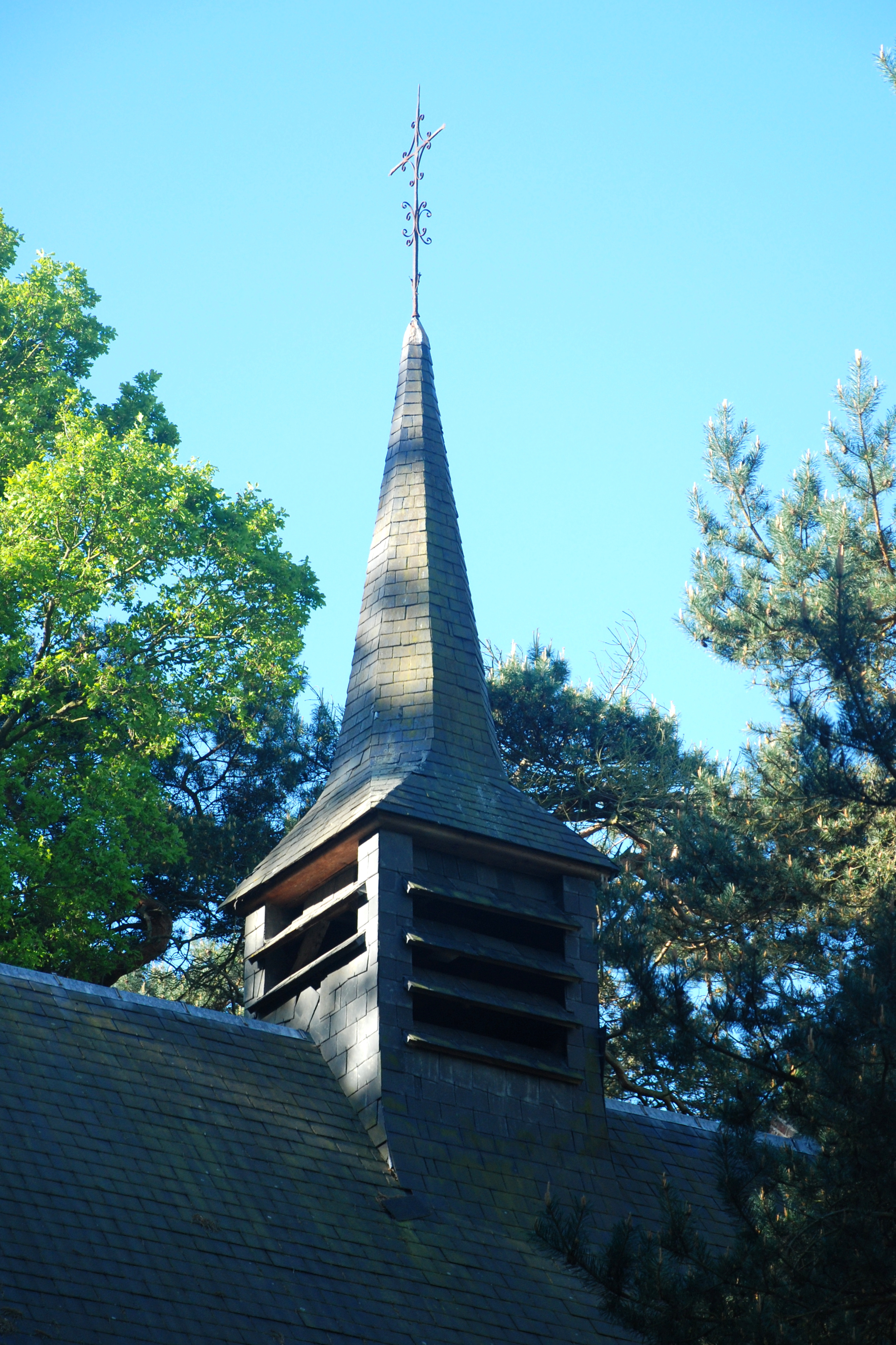
Le clocheton.

#### Le chevet
À l'est, la chapelle se termine par un chevet à cinq pans, présentant le même soubassement, la même maçonnerie de briques et les mêmes chaînages d'angle en pierre bleue que la nef.
Ce chevet est percé de quatre baies ogivales à simple ébrasement, à l'encadrement de pierre bleue mais sans remplages, également contournées par le cordon de pierre qui ceint tout l'édifice.

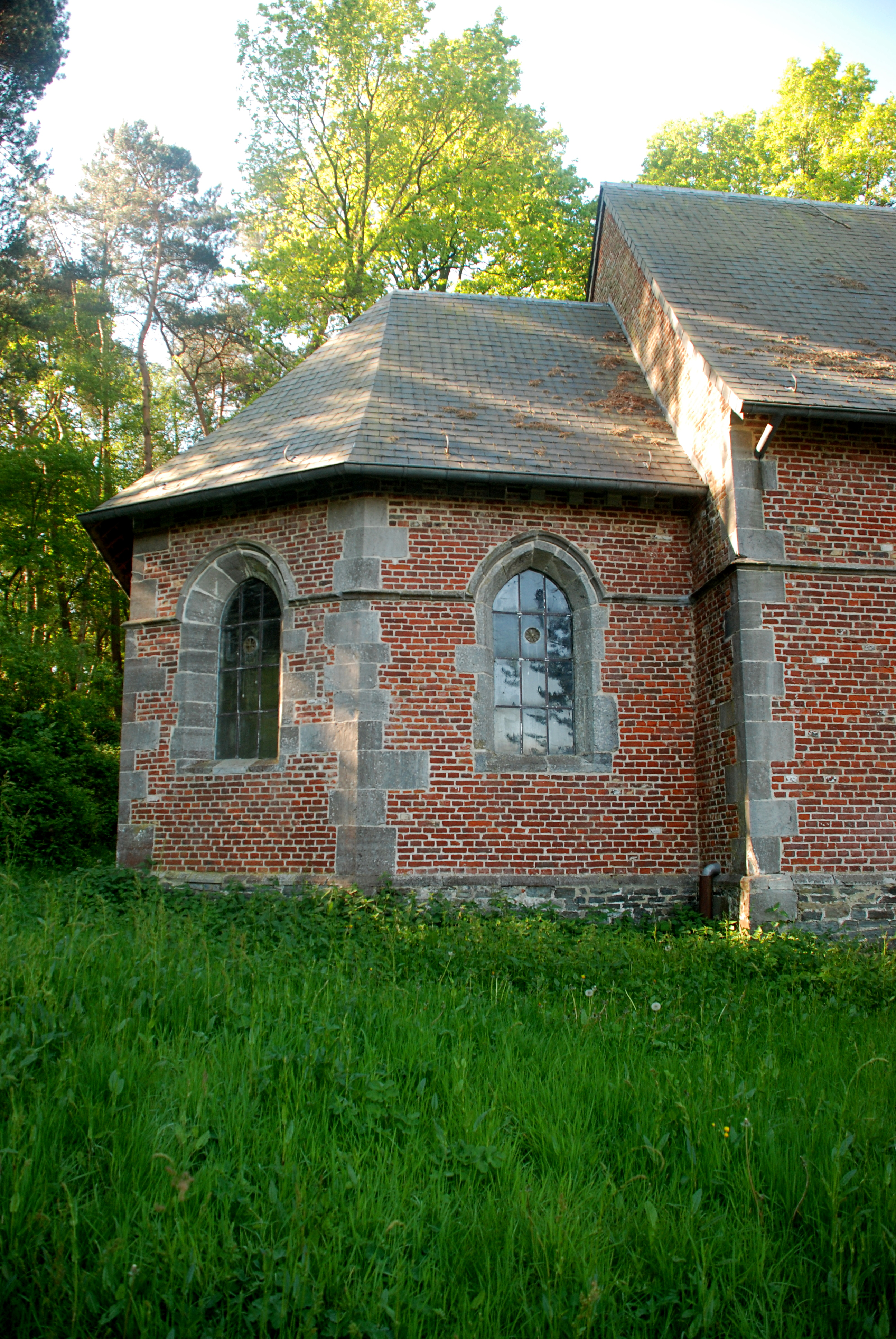
Le chevet.
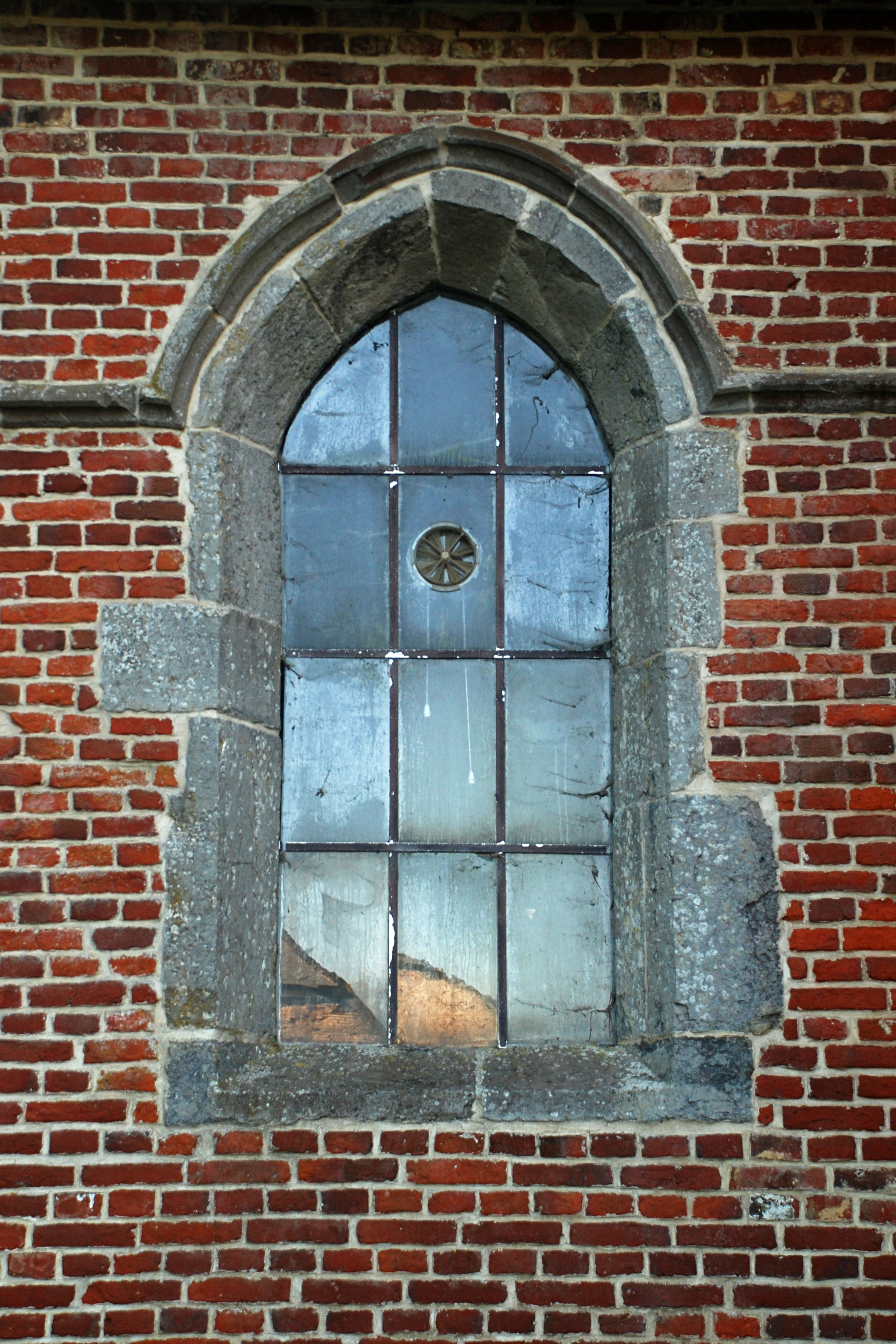
Fenêtre du chevet.

### Architecture intérieure
A l'intérieur, la nef (unique) conduit à un sanctuaire à cinq pans, éclairé par quatre fenêtres. Elle est construite en briques sur un soubassement en pierres de la région (schistes de Villers). Les murs d'angles et les encadrements des fenêtres sont renforcés de pierres calcaires. Elle est séparée du sanctuaire par une arcade cintrée posée sur des demi-colonnes de type hennuyer.